# Frederic Thesiger (1. baron Chelmsford)
Frederic Thesiger, 1. baron Chelmsford (ur. 25 kwietnia 1794 w Londynie, zm. 5 października 1878 tamże) – brytyjski prawnik i polityk, członek Partii Konserwatywnej, minister w rządach Roberta Peela i lorda Derby’ego.

## Życiorys
Był trzecim synem poborcy ceł z St Vincent w Indiach Zachodnich, Charlesa Thesigera, którego ojciec wyemigrował do Anglii z Saksonii i został sekretarzem lorda Rockinghama. Frederic był początkowo przeznaczony do kariery w Royal Navy. Jako midszypman brał udział w bombardowaniu Kopenhagi w 1807 r. Wkrótce jednak zmarł jego brat i Frederic został jedynym dziedzicem rodowych posiadłości w Indiach Zachodnich. Porzucił więc karieręw marynarce i zaczął studiować prawo.
Po ukończeniu studiów rozpoczął w 1818 r. praktykę adwokacką w korporacji Gray’s Inn. W 1824 r. bronił Josepha Hunta w słynnej sprawie morderstwa z Radlett. W 1834 r. został Radcą Króla. W 1835 r. brał udział w postępowaniu ze skargi wyborczej w Dublinie, która doprowadziła do pozbawienia mandatu deputowanego Daniela O’Connella. W 1840 r. został wybrany do Izby Gmin jako reprezentant okręgu Woodstock. W 1844 r. zamienił okręg wyborczy na Abingdon. Od 1852 r. reprezentował okręg wyborczy Stamford.
W 1844 r. został Radcą Generalnym Anglii i Walii. W latach 1845–1846 był prokuratorem generalnym. Ponownie sprawował to stanowisko w krótkotrwałym rządzie Derby’ego w 1852 r. W międzyczasie brał udział w wielu słynnych sprawach sądowych, m.in. w sprawie testamentu Swynfena. W 1852 r. oskarżał kardynała Newmana w sprawie o zniesławienie z pozwu Giacinto Achilliego. W 1858 r. otrzymał tytuł 1. barona Chelmsford i zasiadł w Izbie Lordów. W latach 1858–1859 i 1866–1868 był Lordem Kanclerzem.
Zmarł w 1878 r. Został pochowany na Cmentarzu Brompton w Londynie. Od 1822 r. był żonaty z Anną Marią Tinling. Miał z nią czterech synów i trzy córki. Najstarszy syn, Frederic Augustus Thesiger, 2. baron Chelmsford, zrobił karierę w wojsku. Trzeci, Alfred, został sędzią Sądu Apelacyjnego.